# Cathedral of Saint Mary of the Assumption
Cathedral of Saint Mary of the Assumption är en katolsk katedral på Cathedral Hill i San Francisco i Kalifornien i USA. Det är den tredje kyrkan i staden som är helgad åt Jungfru Marie himmelsfärd.
Den första kyrkan, nu kallad Old Saint Mary's, byggdes vid California Street år 1854 och den andra vid Van Ness Avenue år 1891. Efter en förödande eldsvåda år 1962 inleddes projektet med att bygga en ny katedral. Ärkebiskop Joseph McGucken anlitade flera lokala arkitekter samt Pietro Bellushi och Pier Luigi Nervi från Italien och i augusti 1965 togs första spadtaget. Katedralen invigdes den 5 maj 1971.
Kyrkan är kvadratisk med 77 meter långa sidor och ett sadeltak bildat av åtta hyperboliska paraboloider, som är täckta av travertin och bildar ett kors. Byggnaden är 58 meter hög och kröns av ett 16,7 meter högt förgyllt kors.
År 2017 utsågs katedralen, som har plats för 2 500 personer, till en av USA:s tio vackraste kyrkor av tidskriften Architecture Digest.